# 奧黛特·卡恩
奧黛特·卡恩（法語：Odette Kahn，法語發音：[ɔdɛt kan]；1923年3月18日—1982年11月14日），出生於法國巴黎第十區，曾經是活躍於法國文壇的葡萄酒評論家。

## 生平
奧黛特·卡恩畢業於巴黎高等商業研究學院，1968年接管法國葡萄酒出版協會（法語：Société française d'éditions vinicoles），因此擔任法國葡萄酒評論和法國美食和美酒的主編。
1975年曾經協助女廚師安妮·德维涅創立了餐館廚師協會（法語：Association des Restauratrices Cuisinières，ARC），這是一個非營利性質的組織，目的在提升女性廚師的社會地位，奧黛特·卡恩擔任協會的秘書長，最終成功讓女性也能進入烹飪和酒店學校。
直到1980年時，奧黛特·卡恩也是法國最佳侍酒師競賽協會的秘書長。

## 著作
- 《小廚房和大廚房》（法語：La Petite et la Grande Cuisine）
- 《無憂無慮的廚房》（法語：Cuisine Sans Souci）
- 《真正的阿爾薩斯美食》（法語：La Vraie Cuisine de l'Alsace）

## 授獎
- 法國國家功績勳章
- 農業功勳勳章
- 巴黎市勳章